# Preis für Popkultur 2018
Der Preis für Popkultur 2018 war die dritte Verleihung des deutschen Musikpreises. Der Preis wird vom Verein Förderung der Popkultur e.V. verliehen.
Die Veranstaltung fand zum dritten Mal im Tempodrom in Berlin vor 2000 Zuschauern statt. Moderatoren waren Tommy Wosch und Claudia Kamieth. Zum Rahmenprogramm gehörten Liveauftritte von dem Berliner Kneipenchor, Kat Frankie, GURR, Haiyti, KLAN, Laing und Trettmann.
Die dritte Ausstrahlung des Preises wurde kritisiert, da es unter den nominierten Künstlern in den geschlechtsneutralen Kategorien zu wenig Frauen gab. Der Frauenanteil betrug gerade mal 5 % und auch in der jury waren nur 35 % Frauen.

## Gewinner und Nominierte
| Lieblings-Solokünstlerin | Lieblings-Solokünstler |
| --- | --- |
| Kat Frankie – Bad Behaviour - Dillon – Kind - Haiyti – Montenegro Zero - Helena Hauff – Have You Been There, Have You Seen It - Mine – Mine & Orchester – Live in berlin                                            | Trettmann – #DIY - Casper – Lang lebe der Tod - Drangsal – Zores - Get Well Soon – The Horror - DJ Koze – knock knock |
| Lieblingsband | Lieblingsproduzent |
| Beatsteaks – Yours - Feine Sahne Fischfilet – Sturm & Dreck - Die Nerven – Fake - Tocotronic – Die Unendlichkeit - Zugezogen Maskulin – Alle gegen Alle                                                             | DJ Koze – Knock Knock - Markus Ganter – Lang lebe der Tod (Casper) - Kitschkrieg – #DIY (Trettmann) - Tobias Kuhn – Sturm & Dreck (Feine Sahne Fischfilet) - Moses Schneider – scheiß Leben, gut erzählt (Olli Schulz) |
| Lieblingsalbum | Lieblingslied |
| Trettmann – #DIY - Casper – Lang lebe der Tod - DJ Koze – knock knock - Mine & Fatoni – Alles Liebe nachträglich - Die Nerven – Fake                                                                                | Trettmann – Grauer Beton - Beatsteaks feat. Deichkind – L auf der Stirn - Casper feat. Drangsal – Keine Angst - Kat Frankie – Bad Behaviour - Kettcar – Sommer ’89 (Er schnitt Löcher in den Zaun) - Mine & Fatoni – RomCom                                                                                                 |
| Lieblingsvideo | Beeindruckendste Live-Show |
| Beatsteaks feat. Deichkind – L auf der Stirn - Die Fantastischen Vier – Keine Angst - Kettcar – Sommer ’89 (Er schnitt Löcher in den Zaun) - Fynn Kliemann – Zuhause - Trettmann – Grauer Beton                     | Beatsteaks & Gäste (Die Ärzte, etc.) – Waldbühne Berlin - Casper – Lang Lebe der Tod Tournee 2017–2018 - K.I.Z – Nur für Frauen Tour 2018 - Kraftklub mit TänzerInnen – Keine Nacht Für Niemand - Tocotronic – „Die Unendlichkeit“ live im Planetarium                                                                      |
| Hoffnungsvollste*r Newcomer*in | Schönste Geschichte |
| Sam Vance-Law – Homotopia - Brett – Wutkitsch - Das Paradies – Die Giraffe streckt sich (EP) - Antje Schomaker – Von Helden und Halunken - SIND – Irgendwas mit Liebe                                               | Charly Hübner, Sebastian Schultz – Feine-Sahne-Fischfilet-Film: Wildes Herz - Jens Balzer (Zeit) – ECHO: Jetzt ist er implodiert - Casper & Drangsal (Diffus) – Mit Verachtung Podcast, Folge 9. - Viola Funk (WDR) – Die dunkle Seite des deutschen Rap - Visa Vie (Spotify) – Das allerletzte Interview: Eine Crime Story |
| Spannendste Idee / Kampagne | Gelebte Popkultur |
| Kraftklub & Donots – Clubtausch in Köln (während des Konzerts) - Drangsal – #DRANGSAL4ESC2019 - Feine Sahne Fischfilet – Unschuldig wie immer - Mine & Fatoni – Alle Liebe nachträglich Kampagne - Trettmann – #DIY | Jamel rockt den Förster – Jamel rockt den Förster – Birgit & Horst Lohmeyer - Donots – Zu Ehren des Underground Köln - Feine Sahne Fischfilet – Wasted in Jarmen - Matthias Hörstmann u. a. – Intro-Verlag und -Magazin - Laut gegen Nazis – Campus Open Air Cottbus                                                        |
| Preis für sein Lebenswerk | |
| Rolf Budde | |